# 丹羽氏音
丹羽 氏音（にわ うじおと)は、美濃岩村藩第5代藩主、越後高柳藩の初代藩主。氏次系丹羽家6代。

## 来歴
岩村藩2代藩主の丹羽氏信の子（3代藩主丹羽氏定の弟）で分家して旗本となっていた丹羽氏春の次男として生まれた。
貞享3年（1686年）3月、第4代藩主・丹羽氏明の末期養子となり、閏3月27日に遺領を継いで岩村藩主となった。
元禄5年（1692年）12月18日、従五位下を叙せられ、越中守に任じられた。元禄8年（1695年）、壱岐守に改めた。
元禄10年（1697年)、井上正任の娘と婚姻した。
元禄14年（1701年）12月、和泉守に改めた。
元禄15年（1702年）5月、藩内でお家騒動（丹羽家騒動）が勃発した。6月に徒党30名が処罰され、氏音は政令疎怠を理由に閉門させられ、9千石を減らされて、7月に越後国高柳藩1万石に移封されて、閉門蟄居を命じられた。岩村城は丹羽氏の残士が守っていたが、苗木藩主の遠山友春と信濃飯田藩主の堀親賢が丹羽氏から請け取った。丹羽氏の残士は岩村城の俄坂より退出した。堀親賢は直ちに帰ったが、遠山友春は残って残務を処理し、家臣の宮地守右衛門と若干の部下の将卒に城代留守を命じて帰った。岩村城下にあった丹羽氏の菩提寺の妙仙寺を、越後高柳に移した。
元禄15年（1702年）9月7日、信濃小諸藩より松平乗寿の孫・松平乗紀が岩村藩の第8代藩主として2万石で岩村城に入ることになり、松平家家臣の河合宗右衛門と味岡次郎左衛門らが岩村へ赴き、上使立会いのもとに岩村城の引き渡しを受けた。
同年12月24日に、氏音は閉門蟄居を許されたが、将軍綱吉に対する拝謁は許されず、元禄16年（1703年）4月25日、赦免されたが、越後高柳へ赴くことは認められず江戸に留まった。
宝永2年（1705年）閏4月7日に、江戸で没した。享年28歳。江戸浅草の海雲寺に葬られたが、寺が移転したため、現在は杉並区にある。
男子が無かったため、甥の丹羽薫氏が末期養子となり高柳藩主を嗣いだが、後に播磨三草藩に移封となり、一色丹羽氏の三草藩は廃藩置県まで続いた。

## 丹羽家騒動(徒党事件)
元禄丹羽家騒動、徒党事件、山村氏事件とも呼ばれる。
元禄15年（1702年）、当時岩村藩は藩財政が窮していたが、丹羽家の重臣として、丹羽三郎兵衛(七百石)、鈴木源太左衛門(五百石)、丹羽角左衛門(三百五十石)、本条与兵衛らが居たものの、器量不足から打開策をなすすべが無かった。氏音は丹羽角左衛門の舎弟の山村瀬兵衛(二百五十石)を側用人に抜擢し、財政改革に当たらせた。山村瀬兵衛は器量に優れ、富国の策を氏音に説き、大いに信頼を得た。
第一に倹約を旨とし、藩士が世襲する際に秩禄を減らす減禄制を定めた。また新税を次々制定して、畑田年貢の新設・林年貢の新設・諸職人運上・竿除(年貢免除)であった藪伐代の銭納・餅米と大豆の上納など貢租増徴を推進した。新税の誅求は益々苛しくなり、荷車運上・建具運上・家屋運上・畳運上・自在鍵運上など、領民から税を取り立てた。その他としては大量升を制定して金の租入りの増殖を計った。
これらの施策により数年で藩が窮していた財政の立て直しをなし遂げ、岩村藩の財政は立ち直り、負債を償却して余りあるに至ったが、その苛政について士民は増税に苦しみ、山村瀬兵衛に対する恨みは高まった。恵那郡竹折村の庄屋の田中輿一郎は、岩村藩の苛政に対して村民の困窮を救うために、一里にわたる長い土手の猪柵を作り、岩村藩に補助金を申請して百姓に分け与えたと言われている。
元禄14年(1701年)12月、田中輿一郎は、岩村藩の苛政について幕府に直訴したため、元禄15年(1702年)11月に、処刑されたと伝わる。
しかし山村瀬兵衛は、その振る舞いに我意に任せて、権力をもって岩村藩家中諸事を悉く意のままに処理した。強引な改革によって山村瀬兵衛は、諸老臣から嫉視と怨嗟を持たれることになり、特に重臣の妻木郷左衛門は連署して瀬兵衛の恣横を訴えて対立し、遂に反対派30人が徒党を組んで、山村瀬兵衛の排除を画策した。氏音は瀬兵衛反対派から罪に処すべきとの詮議が求められたが容易ではなく、遅々として延遷して益々紛糾した。
こうした不穏な動きを危惧した氏音は山村瀬兵衛を招いて家中が騒然としてきたので、暫く形勢の静やかになるまで身を引くように奨め、汝に罪は無きことは明らかではあるが、家中が揃って汝に罪を着せているので、瀬兵衛に身を引くように説得して事実上解任し、新税を撤廃した。
山村瀬兵衛は、主君の意中を諒として身を引き江戸へ去ったが、岩村藩内の瀬兵衛反対派に対して憤懣やるかたなく、幕府へ訴状を提出した。元禄15年（1702年）5月、岩村藩からも幕府に対して、山村瀬兵衛の専横を訴えるお家騒動（丹羽家騒動）が勃発した。
同年6月、幕府は評定所にはかり、瀬兵衛及び藩主の氏音と藩の関係者30人を悉く招集して審理した結果、「家従、その事に託して、私欲をさしはさむ、互いに徒を結んで立たんとする」として、山村瀬兵衛は無罪は勿論、これこそ忠臣であり、それを家士達が理不尽に徒党を組んで一家騒動をなせるは言語道断であるとされた。従って30人は理不尽に徒党を組んだ者と断じて、幕府に訴えた張本人たる、浅井新右衛門、田湖平蔵、西尾治太夫、須賀金左衛門は斬首とされ、妻木郷右衛門は三宅島へ遠島となり、その他25人は岩村藩から追放された。
氏音は、政務過怠で内乱を収められなかったとして、1万9千石から9千石分を没収され、越後頚城郡の高柳藩1万石への移封とともに、閉門蟄居を命じられた。同時に丹羽家の分家で恵那郡野井村と藤村の計千石の旗本となっていた丹羽氏右も越後頚城郡内に知行所を移された。
岩村城は丹羽家の残士が守っていたが、苗木藩主の遠山友春と信濃飯田藩主の堀親賢が幕府からの命により請け取ることとなった。遠山友春が苗木城を出発し、東野村で堀親賢一行と会合した時に、俄然として豪雨迅雷して皆が肝を潰した。やがて日が暮れたので、松明を灯して闇夜を進行した。風雨は益々激しく、千困万苦の結果、漸く未明に岩村城下へ達した。丹羽家の残士に幕府からの退去命令を伝え、城の受渡しが行われた。丹羽氏の残士は岩村城の俄坂より退出した。
堀親賢は直ちに飯田城に帰ったが、遠山友春は残って残務を処理し、家臣の宮地守右衛門と若干の部下の将卒に城代留守を命じて苗木城へ帰った。丹羽氏の残士は岩村城の俄坂より退出した。
同年6月から9月までの期間、岩村藩領は、美濃国内の幕府領を管轄する笠松陣屋の美濃郡代が預った。同年7月に、美濃郡代の辻六郎左衛門と南条金左衛門の両名が、岩村領内に触状を出していることが、このことを示している。
その第一条には、「今度　岩村領上ヶ知郷村家来共　請取改めて支配すべき旨　仰付けられ候　公儀より前々仰出され候　すべての御法度の趣は申すに及ばず　丹羽和泉守　申し付置候諸法度　相守り申すべきこと」と記されている。
その後、元岩村藩主の松平乗寿の孫で、信濃小諸藩主の松平乗紀が岩村藩の第8代藩主と決まった。
同年9月7日、同家家臣の河合宗左衛門と味岡次郎左衛門が岩村城へ赴き、城を請け取った。